# Душа
 Тази статия е за философската концепция.  За астрономическия обект вижте Душа (мъглявина).  
Душата според редица религиозни, философски и фолклорни традиции е нематериална част (есенция) на човешкия индивид. Понякога понятието душа може да обхваща всички живи същества, а също и определени ритуални предмети или местности. Концепцията душа е културно специфична и значението ѝ варира сред различните общности и традиции в определени времеви периоди от съществуването им. Често душата е свързвана, понякога дори и като синоним, с Дух, Съзнание, Разум, Мисъл и Слово. Античното разбиране на „душата“ често е свързано със силите определящи поведението, мисълта и личността у индивида. В теологията душата много често е смятана за нетленна, вечна част от човека, която се запазва след смъртта на тялото.

## Етимологически значения
Думите „душа“, „дух“, „дъх“, „дихание“, „дишане“, „въздух“ са тясно преплетени и подобно на други езици показва обвързаността на думата за обозначение на душата с принципа на движение на въздух. Така например, произхода на латинските animus – дух и anima – душа, се корени в гръцкото anemos – вятър, докато другата гръцка дума за вятър e pneuma. Тази връзка е запазена в съвременния български език в думи като „духа“, „духовито“ (за вятър), а пневматичен (въздушен; който е изпълнен с въздух) е деривативно на pneuma. Сходна връзка има и в арабския, където rih е вятър, a ruh е душа, дух. Гръцката дума за душа psyche, откъдето произлиза българското „психика“, означава на древногръцки освен това и „дишам“ и е извлечено от думи като „хладно“ – psychros, „дишам“ – psycho, „духало“ –  phusa.
Съвременните германска и английска думи за душа са Seele и Soul, които са свързани с готическото saiwala и старогерманското saiwalo. От една страна техния произход може да се проследи от гръцкото aiolos – подвижно, цветно, излъчващо (гръцката psyche обозначава още и пеперуда). От дуга страна обаче, saiwalo и  saiwala имат и връзка със старославянското сила , чието значение се е запазило непокътнато в българския език.

## Същност на понятието според древногръцкия епос
Psychē (на гръцки: ψυχή) е термин, появил се за първи път в древногръцката епична поезия, с цел да бъде обяснено „необяснимото“. На гръцки думата psyche означава дъх, а psychein дишам. Омир за първи път поставя понятието psyche в центъра на спекулациите за задгробен живот. Psyche напуска покойника във върховния момент на смъртта и отлита към царството на мъртвите, което както твърди Омир, се намира под земята. Psyche не е душата като преносител на чувства и мисли, но не е и самият човек. Тя е образът (eidolon) на това, което покойникът е бил приживе, фантомен образ, като онзи, който се отразява в огледалото – може да бъде видян, макар и невинаги ясно, но не и докоснат или прегърнат. Фантастичният и призрачен образ, формата, в която мъртвецът все още може да се появява, се идентифицират с дъха напуснал тялото. Душата на човек може да бъде видяна в определени случаи, и близките на умрелия винаги могат да си я представят.
В XXIII глава от Илиада Омир разказва за това как една вечер Ахил, погълнат от мъка по изгубения си приятел Патрокъл, не може да заспи и ляга на брега на морето, където някак неусетно се унася в сладък сън. На сън му се явява сянката (psyche) на Патрокъл и му зарича по-скоро да извърши погребалните обреди, за да може душата на приятеля му да почива в мир и спокойно да отлитне към „широкопортата къща“ на бог Хадес. Поисква още костите и на двамата да почиват в една урна, дадена от богинята Тетида, майка на Ахил, нереида и внучка на титанидата Тетида. Ахил обещава да изпълни всичко заръчано и понечва да прегърне милия си приятел, но сянката „подобно на дим“ изчезва. Омир набляга на факта, че според древногръцките традиции, да се зачете волята на покойника, е начин да се заяви тържествено принадлежността към определена социална група, да се приемат нейните правила и да се гарантира просъществуването ѝ. Дълг и задължение на Ахил е да стори подобаващото в чест на мъртвия си приятел: да извърши точно всички погребални ритуали, защото само така душата на Патрокъл може да премине през Великата порта на бог Хадес, през която всеки преминал никога не се завръща, и да се едини със смъртта. Точно затова Ахил отказва пред гръцките царе, повели го при Агамемнон, да измие окървавените си от убийството на Хектор ръце и така да се очисти, преди да осигури за своя покоен приятел трите основни части на погребалните обичаи в Древна Елада: prothesis (изнасянето, излагането на тялото), ekphora (погребалната процесия, вървяща до кладата или гроба (гробището) и погребването (изгарянето) на тялото, погребалните жертвоприношения и банкет, както и великолепните погребални игри. Дезориентацията и депресията на близките на починалия са преодолявани чрез пирове и спортни състезания, подчертаващи престижа на покойника и неговото семейство. Погребенията на важни фигури, са придружавани точно с подобни погребални игри и състезания (agon), каквито Омир описва в тази XXIII глава на Илиада, като от VII век пр. Хр. нататък игрите стават център само на героичния култ.
И в Одисея Омир говори за psyche (сенки) и за пътуването към двореца на бог Хадес. Ритуална традиция и фантазия се сливат в едно за да бъдат описани подробно пътя, който трябва да бъде изминат до света на мъртвите, който според текста се намира на края на света (отвъд Океана), и временното пребиваване в него. В XXIV глава на Одисея бог Хермес е описан като „психопомп“ (водач на души), който извиква душите на покойниците и със своя вълшебен жезъл им помага да намерят пътя си към задгробния свят – царството на бог Хадес. В Одисея входът на това царство е маркиран с образувалата се от сливането на реките на огъня и на стенанията, река Ахерон, която на места е заменена с езеро. Реката или езерото очертават границата, която лодкарят пресича с лодката си за да стигне до починалия, чиято душа трябва да преведе през водите до царството на мъртвите. Може би това преминаване през водна шир не е случайно, като се има предвид очистителната функция на водата в древногръцките вярвания. Навярно мъртвият трябва да се пречисти преди да стъпи в царството на мъртвите и да „заживее“ новия си живот. Одисея разказва още за пътешествието на Одисей в царството на мъртвите и за срещата му със сенките (psyche). Подобно на сянката на Патрокъл, която се изплъзва от ръцете на Ахил, когато Одисей понечва да прегърне майка си и нейната сянка изчезва като дим. Също както в Илиада, и в Одисея кръвта на жертвените животни се смята за даваща храна и живот на мъртвия – в т. нар. песен „Некия“ мъртвите трябва да пият от кръвта на жертвопринесените животни, за да им се вдъхне живот и да говорят. В противен случай те просто се носят из въздуха. Освен това подобно на Патрокъл в Илиада, майката на Одисей, Елпенор, умолява сина си за подобаващо погребение, организирането на което е негов дълг.

## Философски значения
Въпреки че идеята за душа има още от пред-Питагорейската философска школа, темата за душата идва като основен фокус в мисълта на Древна Гърция първо със Сократ и Платон, а после и Аристотел, който пише специален трактат озаглавен „За душата“.

### Сократ и Платон
Платон смята, че душата е принципът, който „оживява“ тялото. Ако тялото няма душа то ще е просто материя и неодушевен предмет. В Републиката Платон придава на душата три части:
1. Logos , свързана с интелекта, мисълта, разума.
2. Thymos, свързана с духа, духовитостта; емоциите
3. Eros или още апетитите, които произхождат от тялото

Платон извежда тристранността на душата от чувството на обърканост и конфликт, характерен за всички хора. След като анализира този конфликт, Платон открива че има три отделни тенденции, които се случват в личността. В съзнанието се появява стремеж към цел или ценност и това идва от логоса. След това се появява стремеж към действие, което е от страна на thymos. Той е неутрален, но логоса му задава посока. И накрая са апеитите, което са желания и стремежи породени от тялото. За да илюстрира конфликт в душата, Платон използва метафората на коне дърпащи в противоположни посоки и безпомощен кочияш на колесница, който не може да управлява. Така както кочияшът има правото и трябва да опъва юздите на двата коня и да направлява колесницата в правилната посока, Платон смята че по същия начин логоса трябва да направлява в правилната посока апетитите на тялото и thymos-а.
Платон използва концепцията за душата в отговор на имащия огромна тежест скептицизъм на софистите по негово време. Софистите разбират човешкия морал като релативен и вариращ в различните култури. Моралът, смятат те, е възникнал целенасочено във всяка една общност и има значение и легитимност само в отделната изповядваща го общност. Също така моралът е неестествен и се съблюдава само заради „хорското мнение“ и дори „добрият“ човек не би следвал морални предписания, когато е сам със себе си. Справедливостта се крие в силата и силният е и правият, а добрия живот е животът на удоволствията. За да противостои на всичко това Платон продължава идеите на Сократ за истинното познание като висша добродетел, към която допълва и концепцията за душата.

### Аристотел
Идеята на Аристотел за душа е само индиректно свързана със съвременното популярно схващане за душата като духовна част от човека. Аристотеловото схващане на душата е преплетено с неговата философия касаеща формите. Аристотел схващал душата като формата, есенцията на всеки организъм, което го прави цялостен и жив. Функцията на окото е да вижда. Но извадено от тялото, само по себе си, окото не може да гледа, това, което вижда всъщност е душата. В трактата си озаглавен За душата гръцкият мислител разглежда природата на живите организми. Аристотел обсъжда и изброява различните видове души в зависимост от операциите, които дадена душа извършва. Заради свойствата на душата си растенията могат да се хранят и възпроизвеждат, душата на животните в допълнение разполага и със сензорни възприятия и възможност за придвижване, а хората имат всичко това, а също и интелект.

## Религиозни значения и фолклор

### Хиндуизъм
Атман на санскрит означава душа. И както лъчите имат неразривна връзка със слънцето, така и Атман е в същото отношение с Брахман /Сат-Чит-Ананда/, схващан от мъдреца като Параматман /парам-повече от/. Така Брахман и Атман са идентични. 

### Будизъм
В Будизма, както и в Хиндуизма, душата или себето е Атман. Това има няколко аспекта на значението, като истинското себе (си) се постига чрез просветлението и постигането на Буда-природа, а всяко друго себе е непостоянно и се изменя. За това в Будизма основна цел е познаването на истинското себе си, себеосъзнаването чрез медитация и достигането на най-чиста, необременявана от „състояния“ Дарма същност (dhammakaya).

### Християнство
В Християнството душата е нематериална, и докато тялото е земният аспект на човека, душата изразява неговата същност. Душата на човека е видима за светците, ангелите и Бога и с нея човек се представя пред Бога след края на живота си, за да бъде възнаграден за делата си и отиде в рая или наказан за греховете си и осъден на мъчения в ада. В този смисъл душата е „носителят“ на действията на човека, на неговите мисли, надежди и т.н. Душата е носител на емоциите:
Псалм 131
```
I Have Calmed and Quieted My Soul               Успокоих и утихнах душата си
A Song of Ascents. Of David.                    Песен на издиганията. От Давид.

131 O Lord, my heart is not lifted up;          О Господи, моето сърце не се въздига в гордост,
    my eyes are not raised too high;            нито са твърде надменно очите ми вдигнати,
I do not occupy myself with things              Не се занимавам с неща
    too great and too marvelous for me.         твърде големи или твърде чудни за мен.
2 But I have calmed and quieted my soul...      Но успокоих и притихнах душата си...

превод от English Standard Version

```

### Ислям
Според исляма, душата е една от най-големите тайни. В Корана Аллах казва:
| “ | И те питат за духа. Кажи: „Духът е от делото на моя Господ и ви е дадено само малко от знанието.“— превод Цветан Теофанов, I изд. | ” |

### Древен Египет

#### Египетска книга на мъртвите
Египетската книга на мъртвите е наръчник (съдържащ подобни на магически и заклинателни формули) за извеждане на мъртвите души в отвъдното, по него може да се съди, че египтяните са вярвали в душата, духа, както и че делата на човека предопределят пътя на душата в отвъдното, който е подпомаган от жреците чрез пречистването на душата (с магически формули) и нейното „оживяване“, за да може тя да достигне до божествено състояние в дома на Озирис. 

### Индиански традиции
Индианците мая киче полагат мъртъвците по гръб, за да може душата им да излезе безпрепятствено през устата и бог да я изтегли в отвъдния свят. Подобно на божествената същност, душата е изобразявана като лента или въже. За канадските индианци наскапи душата е пламъче, сянка или искра, което излиза през устата. За делалуерите душата се намира в сърцето и я назовават изображение и видим феномен, който няма телесна материя 

## Ползвана литература
- Burkert, W., 1985, Greek Religion, Harvard-Cambridge-Massachusettes.
- Шаму, Ф., 1979, Гръцката цивилизация, София.
- Кун, Н., Старогръцки легенди и митове, София.